# Tetrapterys oleifolia
Tetrapterys oleifolia là một loài thực vật có hoa trong họ Malpighiaceae. Loài này được (Benth.) Griseb. miêu tả khoa học đầu tiên năm 1858.